# Charu Majumdar
Charu Majumdar (beng. চারু মজুমদার; ur. 1918 w Siliguri, zm. 28 lipca 1972 w Kalkucie) – indyjski polityk, znany z aktywności w ruchu naksalickim.

## Życiorys
Urodził się w Siliguri. Wywodził się z rodziny drobnych posiadaczy ziemskich. Jego ojciec związany był z ruchem niepodległościowym. Majumdar wcześnie rozpoczął aktywność polityczną, dla niej porzucając studia w 1938. Początkowo działacz Indyjskiego Kongresu Narodowego, wstąpił następnie w szeregi ówcześnie nielegalnej Komunistycznej Partii Indii. Wkrótce potem zszedł do podziemia, pracował w afiliowanej przy partii organizacji chłopskiej. W 1942 włączony do komitetu KPI w dystrykcie Jalpaiguri, stał za udanymi akcjami przejęcia zboża podczas wielkiego głodu w Bengalu (1943). Zaangażowany następnie w ruch na rzecz redystrybucji płodów rolnych, również w Bengalu (1946–1947). Pracował także wśród robotników plantacji herbacianych w Dardżylingu. 
Po ponownej delegalizacji KPI w 1948 aresztowany, spędził w więzieniu trzy lata. W 1952 poślubił Lilę Mazumdar Senguptę, działaczkę partyjną z Jalpaiguri. Para przeniosła się następnie do Siliguri. Majumdar kontynuował swą aktywność polityczną, na krótko został ponownie aresztowany w 1962. Po rozłamie w indyjskim ruchu komunistycznym (1964) związał się z nowo powstałą Komunistyczną Partią Indii (Marksistowską) (KPI (M)) i jej lewym skrzydłem. Był sekretarzem tej formacji w dystrykcie Siliguri.
Czołowa postać indyjskiego maoizmu, nazywany ojcem ruchu naksalickiego oraz indyjskim Mao Zedongiem. Jego Osiem dokumentów (1965-1967) uznaje się za ideologiczną podstawę powstania chłopskiego w Naxalbari (1967) oraz inspirowanego tym powstaniem ruchu. Majumdar argumentował w nich, że indyjska rewolucja winna podążać ścieżką walki zbrojnej, na podobieństwo rewolucji chińskiej, wzywał również do anihilacji wrogów klasowych. 
W 1967 wystąpił z KPI (M), współtworzył Ogólnoindyjski Komitet Koordynacyjny Rewolucjonistów Komunistycznych. W 1969 stał się on podstawą Komunistycznej Partii Indii (Marksistowsko-Leninowskiej) (KPI (M-L)) z Majumdarem jako sekretarzem generalnym.  Majumdar pozostawał w podziemiu, 16 lipca 1972 został schwytany przez policję. Torturowany, dwanaście dni później zmarł w Kalkucie w wyniku zawału mięśnia sercowego. 
Rocznica jego śmierci rozpoczyna Tydzień Męczenników obchodzony przez zdelegalizowaną Komunistyczną Partię Indii (Maoistowską). Jego syn, Abhijeet, również zaangażował się w działalność na lewicy indyjskiego spektrum politycznego, dochodząc do stanowiska członka Komitetu Centralnego Komunistycznej Partii Indii (Marksistowsko-Leninowskiej) Wyzwolenia (KPI (M-L) W).